# Scincella rara
Scincella rara là một loài thằn lằn trong họ Scincidae. Loài này được Darevsky & Orlov miêu tả khoa học đầu tiên năm 1997.